# Rossa (Švýcarsko)
Rossa je obec ve švýcarském kantonu Graubünden, okresu Moesa. Nachází se v údolí řeky Calancasca (Val Calanca), asi 62 kilometrů jihozápadně od kantonálního hlavního města Churu, v nadmořské výšce 1 089 metrů. Žije zde 148 obyvatel.

## Geografie

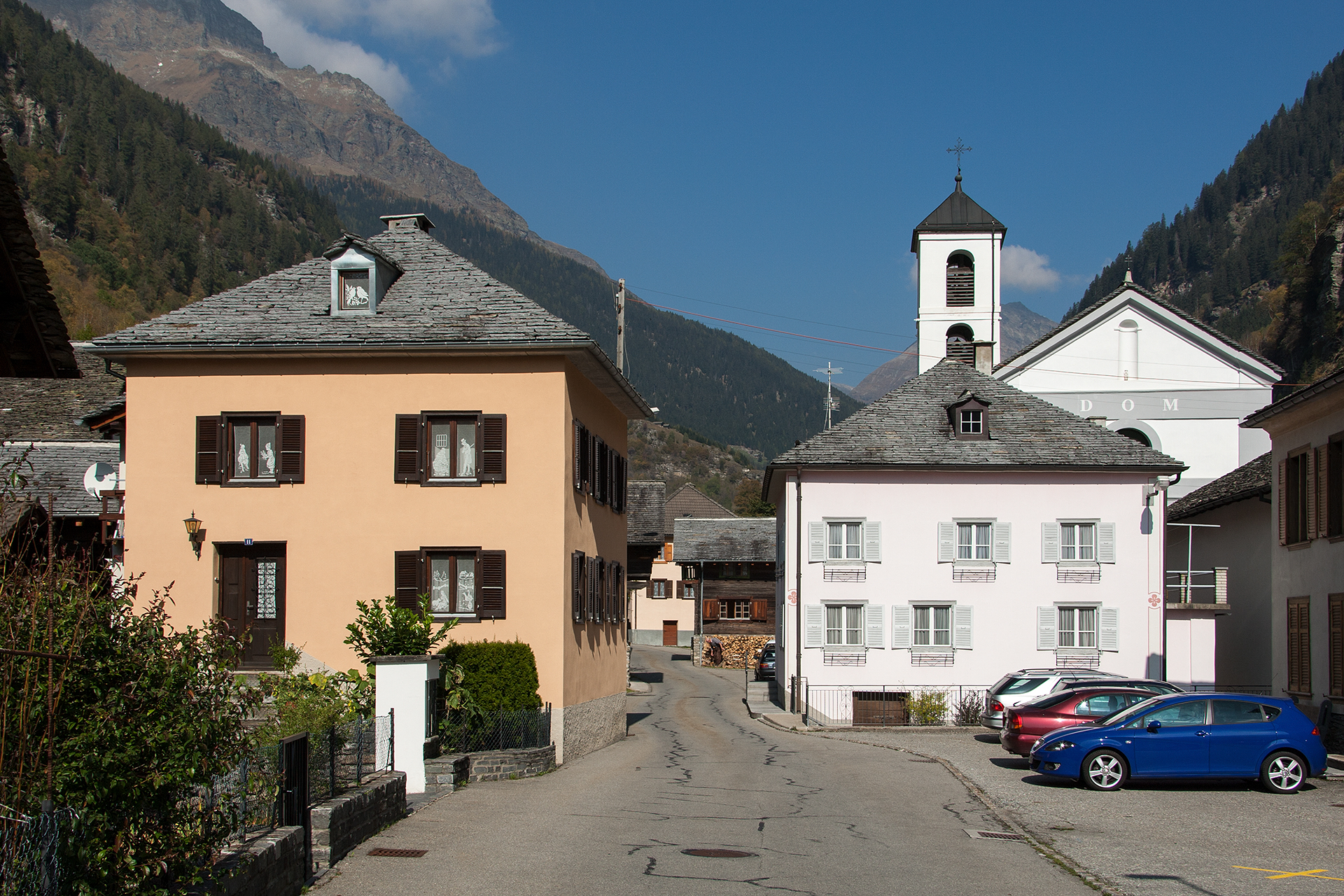
Centrum obce

Obec leží v nadmořské výšce 1089 metrů v horní části údolí Calanca, na obou březích řeky Calancasca a 30 kilometrů severně od Bellinzony. Z obce Rossa vede přes průsmyk Giümela (2117 m) do osady Fontana v údolí Val Pontirone stezka pro mezky. Sousedními obcemi jsou Mesocco, Soazza a Calanca v kantonu Graubünden a také Biasca a Serravalle v kantonu Ticino.

## Historie
První zmínka o obci pochází z roku 1673 a zhruba do doby reformace patřila k farnosti Santa Maria v údolí Calanca, od té doby tvořila krátce po roce 1673 farnost Santa Domenica. V té době se stala samostatnou farností. Politicky patřila Rossa k markýzství v údolí Calanca až do roku 1866, kdy bylo zrušeno. Mezi 17. a 19. stoletím hledali četní emigranti z údolí Calanca, včetně obce Rossa, obživu jako skláři ve Francii a jako prodejci pryskyřice a smoly v Rakousku nebo Německu. Ještě na počátku 21. století se zde choval dobytek a pěstoval vysokohorský skot, i když v mnohem menší míře než dříve.

## Obyvatelstvo
| Rok            | 1683 | 1773 | 1850 | 1900 | 1950 | 1980 | 2000 | 2010 | 2011 | 2012 | 2015 | 2020 |
| Počet obyvatel | 450  | 331  | 186  | 181  | 117  | 51   | 132  | 108  | 114  | 120  | 147  | 151  |

Údolí Val Calanca je jednou z italsky mluvících oblastí kantonu Graubünden. Převážná většina obyvatel obce tak hovoří italsky.

## Doprava
Rossa leží na samém konci údolí Calanca, proto zde také končí okresní silnice, vedoucí z obce Grono. Ta je jediným spojením obce s okolním světem. Nejbližší železniční stanice se nachází na Gotthardské dráze v Arbedo-Castione.